# Siboglinum ceylonicum
Siboglinum ceylonicum är en ringmaskart som beskrevs av Ivanov 1963. Siboglinum ceylonicum ingår i släktet Siboglinum och familjen skäggmaskar. Inga underarter finns listade i Catalogue of Life.